# マネージドサービス
マネージドサービス (英: Managed Services)とは、運用管理の改善と経費削減のため、プロセスや機能の維持と需要予測の責任をアウトソーシングする手法である。 これは、完了した作業にのみ対価を支払う、オンデマンドアウトソーシングモデルの代替手段である。 
マネージドサービスはサブスクリプションモデルを採用する。顧客は、管理対象の組織やシステムの監督責任を持つ一方、マネージドサービスプロバイダ (MSP) は、マネージドサービスを管理、運用して顧客に提供するサービスプロバイダとして機能する。顧客とMSPとの間では、サービスレベル契約を結び、パフォーマンスや品質を規定する。 

## 利点と課題
マネージドサービスの採用により、顧客はテクノロジーの最新情報の入手、最新テクノロジーを利用する能力の獲得、コスト削減、高いサービス品質の維持、リスク管理を効率的に行えることを目的としている。 多くの中小企業や大企業のITインフラがクラウドに移行するにつれて 、多くのMSPが自前のクラウドサービスを提供したり、クラウドサービスプロバイダの取次店を行っており、クラウドコンピューティングの課題にますます直面している。 最近の調査によると、提供者の不手際というよりは、利用者側のクラウドコンピューティングに関する知識と専門知識の欠如が、この移行の主な障害であると報告されている。 

## マネージドサービスプロバイダ

### 定義
マネージドサービスプロバイダ（英: Managed services provider, MSP）は、ほとんどの場合、情報技術 (IT) サービスプロバイダであり、企業システムの運用・監視などを請け負う事業者のことである。提供サービスの内容は顧客ではなく事業者側が決める。 ほとんどのMSPは、事前のセットアップまたは移行料金と、継続的な定額またはほぼ固定の月額料金を顧客に請求する。予測可能なITサポートコストを顧客に提供することは顧客にとってメリットとなる。 MSPは、顧客に代わって人的リソースを管理・調達する推進役となることがある。この場合、MSPは透明性と効率性を担保するためにベンダー管理システム（VMS）と呼ばれるオンラインアプリケーションを使用する。MSPの活用は、災害復旧計画の作成時にも役立つ。MSPは、IT予算が限られている中小企業にとっても有用である。 